# Шропи-Нізіни
Шропи-Нізіни (пол. Szropy-Niziny) — село в Польщі, у гміні Старий Тарґ Штумського повіту Поморського воєводства.
У 1975-1998 роках село належало до Ельблонзького воєводства.